# Павильон Розы Мота
Павильон Розы Моты (порт. Pavilhão Rosa Mota), также известен как Super Bock Arena — гимнастический центр, спортивный дворец, расположенный в парке Crystal Palace Gardens в городе Порту (Португалия). Построен по проекту португальского архитектора Жозе Карлуша Лоурейру (порт. José Carlos Loureiro), с 1991 года получил имя олимпийской чемпионки и чемпионки мира в марафоне Розы Моты.  
Первое сооружение было построено в 1865 году и представляло собой аналог лондонского Хрустального дворца. Оно было снесено в 1951 году для начала нового строительства. В 1952 году реконструкция была завершена. Здание получило полусферическую форму и стало в высоту 30 метров. Его вместительность составляла 4568 мест зрителей и более 400 мест для журналистов.
В декабре 1988 года в павильоне прошёл 12 съезд Португальской коммунистической партии. 
В 1991 году дворец спорта был переименован в честь Розы Моты.